# Angelina Pollak-Eltz
Angelina Pollak-Eltz (geboren 24. April 1932 in Wien; gestorben 1. Juli 2016 ebenda) war eine österreichisch-venezolanische Anthropologin.

## Leben
Angelina Pollak-Eltz wurde 1932 in Wien geboren. Nach dem Schulbesuch in Österreich studierte sie in den USA, Italien und in der Schweiz. Sie zog dann nach Venezuela, studierte aber weiterhin an der Universität Wien Völkerkunde und Anthropologie. Ihre Promotion erlangte sie 1964 mit der Dissertation Afrikanische Relikte in der Volkskultur Venezuelas. Pollak-Eltz lehrte dreißig Jahre an der Universidad Católica André Bello (UCAB) in Caracas. Seit 2011 lebte sie wieder in Wien.
Ihre thematischen Schwerpunkte waren Anthropologie, Geschichte, Psychologie, Religion mit afroamerikanischem Synkretismus, Umbanda, Pfingstbewegung und María-Lionza-Kult, Ethnomedizin, Volksmedizin und Kulturgeschichte.
Sie war u. a. Korrespondierendes Mitglied der Anthropologischen Gesellschaft in Wien.

„Heute gibt’s so viel Anthropologie, dass die eigentliche Völkerkunde fast keine Themen mehr für sich findet – die schriftlosen Völker. Aber es gibt sie ja kaum mehr. Mitglieder dieser sogenannten schriftlosen Völker studieren jetzt auch an der Uni und machen dann ein Doktorat über ihr schriftloses Volk.“

## Schriften (Auswahl)
Monografien:
- Afrikanische Relikte in der Volkskultur Venezuelas. Arnold-Bergstraesser-Instituts für Kulturwissenschaftliche Forschung, Freiburg im Breisgau 1966.
- The black family in Venezuela. (= Wiener Beiträge zur Kulturgeschichte und Linguistik; 18). Berger & Söhne, Horn/Wien 1974.
  - Spanischsprachige Ausgabe: La familia negra en Venezuela. Monte Avila Editorial, Caracas 1976.
- Regards sur les cultures d'origine africaine au Vénézuela. Centre de Recherches Caraïbes, Ste-Marie / Université de Montréal, Montréal 1977.
- Cultos afroamericanos. Vudu y hechicería en las Américas. Universidad Católica Andrés Bello, Caracas 1977.
- Aportes indígenas a la cultura del pueblo venezolano. Universidad Católica Andrés Bello, Caracas 1978.
- Folk-medicine in Venezuela. Stiglmayr, Wien 1982.
- Bibliografía antropológica venezolana. Instituto de Lenguas Indígenas y Centro de Estudios Comparados de Religión, Caracas 1983.
- Folklore y cultura en los pueblos negros de Yaracuy. Prensas Venezolanas de Ed. Arte, Caracas 1984.
- María Lionza, mito y culto Venezolano. Universidad Católica Andres Bello, Caracas, 2., überarbeitete und erweiterte Aufl. 1985, ISBN 980-244-001-9.
- La medicina popular en Venezuela . Academia Nacional de la Historia, Caracas 1987, ISBN 980-222125-2.
- Las animas milagrosas en Venezuela. Fundación Bigott, Caracas 1989.
- Folklore y Cultura en la Península de Paria (Sucre), Venezuela. Academia Nacional de la Historia, Caracas 1990, ISBN 980-222421-9.
- La negritud en Venezuela. Cuadernos Lagoven, Caracas 1991.
  - Englischsprachige Ausgabe: Black culture and society in Venezuela. Lagoven, Caracas 1994, ISBN 980-259406-7.
- Umbanda en Venezuela. Fondo Editorial Acta Científica Venezolana, Caracas 1993, ISBN 980-620121-3.
- Religiones afroamericanas hoy. Editorial Planeta Venezolana, Caracas 1994, ISBN 980-271211-6.
- La religiosidad popular en Venezuela. San Pablo, Caracas 1994, ISBN 980-350010-4.
- Trommel und Trance. Die afroamerikanischen Religionen. Herder, Freiburg im Breisgau 1995, ISBN 3-451-23842-X. (Erneut 2003, ISBN 978-3-451-28186-0).
- El pentecostalismo en América Latina entre tradición y globalización. Abya-Yala, Quito 1998, ISBN 9978-04-414-0.
- La esclavitud en Venezuela. Un estudio histórico-cultural. Universidad Católica Andrés Bello, Caracas 2000, ISBN 980-244219-4.
- mit Luis Beltrán: Repertorio internacional de especialistas en la "Africanía" (estudios afro-iberoamericanos). V centenario de la Africanía (1501–1503/2001–2003). 2. Auflage. Universidad Católica Andrés Bello, Caracas 2001, ISBN 84-8138-433-X.
- La medicina tradicional venezolana. Universidad Católica Andrés Bello, Caracas 2001, ISBN 980-244288-7.
- Estudios antropológicos de ayer y hoy. Universidad Católica Andrés Bello, Caracas 2008, ISBN 980-244523-1.